# ダン本多
ダン本多（ダンほんだ、1960年3月7日 - ）は、日本のキーボーディスト、ミュージシャン、レコーディング・エンジニア。本名である本多たけし名義での活動も多い。母娘音楽ユニット「CO906.」の活動もしている女優の佐々木心音は本多の長女である。

## 来歴・人物
1960年、北海道生まれ、東京都世田谷区出身。世田谷区立富士中学校、東京都立駒場高校を経て中央大学理工学部電気電子情報工学科(旧・電気工学科)に進学。その後、音楽学校メーザー・ハウスにて音楽を学ぶ。メジャーデビュー前の仕事ではザ・ぼんちのバックバンドとしてワンクールを経験。
1978年から音楽家として活動を始める。
ドリカム、池田政典、大江千里、とんねるずのサポート活動後、1980年代後半、爆風スランプのサポートメンバーとしてキーボードを担当した。同バンドでの活動名としてダン本多を名乗る。これは本多の名字を活かし、上から呼んでも下から読んでも「ダンホンダ」となるよう爆風スランプメンバーのサンプラザ中野が命名した。爆風スランプの楽曲「それから」（シングル「月光」c/w）や「ハイランダー」（アルバム「HIGH LANDER」収録曲）の作曲も手掛けている。爆風スランプが一番売れていた頃のサポートメンバーであったため、テレビへの出演も多く、私設ファンクラブもあった。ステージ上のキーボードシステムがYAMAHA KX76とKX88であったため、当時同じシステムで演奏していたカシオペアの向谷実が爆風スランプのアルバム『I.B.W.』に関わっている。
1990年、IBWツアー代々木公演を最後に爆風のサポートから外れプレイヤーを引退。
2000年、レコーディングエンジニアとして「Galva Studio」に籍を置いた。のち、2012年に設立された「Master Mix Studios」に移籍した。